# サーフェイスマイクロマシニング
サーフェイスマイクロマシニングは、MEMS（マイクロマシン）作製技術の一つ。
薄膜（数μm程度）を加工してMEMSデバイスを作製する技術の総称。
集積回路作製技術に犠牲層エッチングを付加したもの。
1. 成膜
2. リソグラフィ
3. エッチング

の繰り返しでデバイスを作製する。